# Bironico
Bironico foi uma comuna da Suíça, no Cantão Tessino, com cerca de 515 habitantes. Estendia-se por uma área de 4,2 km², de densidade populacional de 123 hab/km². Confinava com as seguintes comunas: Cadenazzo, Camignolo, Medeglia, Rivera.
A língua oficial nesta comuna era o italiano.

## História
Em 21 de novembro de 2010, passou a formar parte da nova comuna de Monteceneri.